# ریمند توکی
 ریمند توکی (انگلیسی: Raymond Tuckey؛ ۱۵ ژوئن ۱۹۱۰ – ۱۵ اکتبر ۲۰۰۵) یک تنیس‌باز اهل بریتانیا بود.